# Hi5
hi5 es una red social fundada por Ramu Yalamanchi (director general de la empresa hi5 Networks) y que fue lanzada en el 2003. Al finalizar el año 2007 tenía más de 70 000 000 de usuarios registrados, la mayoría de ellos en América Latina; además, era uno de los 40 sitios web más visitados del mundo. Bill Gossman fue nombrado CEO en abril de 2009, y Alex St. John se integró como presidente y CTO en noviembre del mismo año. A principios del 2010, hi5 adquirió a la empresa de juegos "Big Six". La compañía adquirió 20 000 000 dólares en series A de Mohr Davidow Ventures, así como 15 000 000 de dólares en deudas de riesgo en 2007.
A principios de 2010, hi5 comenzó a evolucionar desde una red social hacia un sitio centrado en juegos sociales y abierto a los desarrolladores de nuevos juegos. Por lo tanto, presenta una visión más enfocada a usuarios particularmente jóvenes. Quantcast informó entonces que hi5 tenía 2 700 000 mensuales de visitantes de Estados Unidos y 46 100 000 visitantes a nivel mundial, lo que representaba una drástica caída en el número de visitantes.
En diciembre de 2011, hi5 fue vendida a Tagged, uno de sus competidores, por una suma no revelada. En un comunicado de despedida, Alex St. John, expresidente y director de tecnología de hi5, afirmó: me di cuenta de que la oportunidad de hi5 estaba en pasar de contestar a tus amigos a conectarse con nueva gente en línea; por eso, Tagged es el sitio perfecto para albergar hi5, ya que sigue demostrando ser un importante competidor en la vida social.
Por su parte Greg Tseng, uno de los fundadores de Tagged, afirmó que el acuerdo fue por el dominio de hi5 y la base de usuarios más no por el personal aunque algunos empleados continuarán. Dijo además, que se fusionaran las bases de usuarios de ambas redes sociales pero que se mantendrán los sitios de Tagged y hi5 por separado, por lo que los usuarios podrán ingresar indistintamente por ambas páginas web.

## Información personal
Cuando se crea o modifica una cuenta, el usuario puede configurar ésta a sus preferencias, llenando las secciones de su información con la del usuario propio para que así su red de amigos pueda informarse.
Existen dos secciones de datos, uno está seleccionado para difundir la información personal del usuario: Estado civil, edad, religión, idiomas, ciudad natal. El otro bloque o sección, es para datos relacionados con los gustos personales: Acerca de mi, música favorita, películas favoritas, libros favoritos, programa de TV favoritos, cita favorita.
Todos los usuarios que acceden a una cuenta podrán ver toda la información que se haya registrado, siempre y cuando el dueño de esa no haya restringido el acceso al mismo.

## Cuota del mercado

Mapa de los países con más usuarios del hi5.

De acuerdo con comScore, en 2008 hi5 fue uno de los sitios de redes sociales más populares, ocupando el tercer lugar en términos de visitantes únicos mensuales.
Aun cuando fue creado en Estados Unidos y tiene su sede en ese país, es más popular en otras regiones, particularmente en América Latina, ubicándose en la posición número 37 en el mundo sólo entre las personas que tienen la barra de herramientas de Alexa instalada en su navegador, pero solo ocupó el puesto 84 en los Estados Unidos.
Sin lugar a dudas, su clímax de popularidad ocurrió en el decenio del 2000. En 2008, el sitio ComScore informó que hi5 era la tercera red social más importante en visitantes únicos mensuales detrás de Facebook y MySpace. En la década siguiente, hi5 empezó rápidamente a decrecer hasta que se realizó su venta en el 2011.
Actualmente y ante su mínima evolución –aunque no hay cifras precisas–, una gran cantidad de sus usuarios activos ha emigrado hacia otras redes sociales más populares y mejor adaptadas a los cambios tecnológicos, en particular a Facebook y Twitter, las cuales ofrecen servicios más interactivos y noticiosos entre sus miembros.

## Venta y fusión con Tagged
La compañía startup y red social Tagged, domiciliada en San Francisco, California, compró en diciembre de 2011 a su rival hi5, en un tipo de alianza estratégica para enfrentar a sus competidores.
La idea es que las dos plataformas seguirán funcionando cada una por su lado, pero irán abriéndose integraciones entre las dos. Con ello, la base de usuarios de ambos sitios se fusionaron, de forma que todos estén conectados aunque entren a la red desde las dos páginas de inicio distintas.
No está claro cuánto ha costado la operación, con la que Tagged, una startup que ya es rentable, quiere combinar su red —más dirigida a conocer gente nueva— con la sólida plataforma de juegos y, sobre todo, los usuarios de hi5 que superan en mucho su base de datos. La transacción añadió alrededor de 230 000 000 de miembros de hi5 con la base de 100 000 000 de usuarios registrados de Tagged.
De igual forma, hi5 evoluciona y deja de darle tanta prioridad a su plataforma centrada en juegos sociales, para adquirir las mismas características visuales de Tagged como buscador de personas.
Por otro lado, con la fusión entre ambos sitios, su plataforma de juegos cambió de juegos desarrollados por terceros hacia los desarrollados por el equipo interno de Tagged. Esta compañía explicó que tomaron esta decisión al señalar que los juegos de hi5 no eran tan "dinámicos" como los que ellos podrían desarrollar y debido a que han tenido mejores resultados con sus propios juegos.

## Críticas

### Spam
Se ha criticado a hi5 por sus métodos de importación de correos electrónicos como medio para intentar captar más usuarios, considerados como una forma de spam. Tras registrar una nueva cuenta el sitio importa la lista de contactos de la cuenta de correo electrónico del nuevo usuario y le manda una invitación engañosa para ingresar en hi5 a todos ellos.